# Ostrava
Ostrava (/ˈɔstrava/ⓘ, en silesio: Uostrawa, en polaco: Ostrawa, en alemán: Mährisch-Ostrau) es una ciudad situada en la zona noreste de la República Checa, cerca de la confluencia de los ríos Óder y Ostravice. La ciudad es capital de la región de Moravia-Silesia (Moravskoslezský kraj). Tiene una población aproximada de 284 765 habitantes (2024), lo que la convierte en la tercera ciudad más poblada del país (tras Praga y Brno). Fue fundada por el obispo de Olomouc a finales del siglo XIII para defender la zona del ataque de los invasores procedentes del norte. 
Desempeña un papel muy importante en el transporte de mercancías y es el primer centro metalúrgico y minero del país. Ubicada en la cuenca carbonífera de Ostrava-Karviná, está formada por los núcleos satélites de Moravská Ostrava, Slezská Ostrava y otras nuevas poblaciones. Cuenta con establecimientos dedicados a la transformación del hierro y del acero, centrales eléctricas y talleres para la reparación de locomotoras. Además, gran parte de la actividad industrial se basa en la manufactura de aleaciones de aluminio, productos químicos, medicinas, gases sintéticos, plásticos, derivados del petróleo, materiales de construcción, ropa, cerámica, muebles y productos alimenticios. Es la sede de la escuela estatal de minas y metalurgia.

## Historia
Ostrava fue una importante encrucijada de rutas comerciales durante la Prehistoria, especialmente en la llamada "Ruta del ámbar." Los hallazgos arqueológicos muestran que el territorio de Ostrava ha sido habitado continuamente en los últimos 25 000 años. 23 000 años antes de Cristo fue esculpida la Venus de Petřkovice, actualmente en el instituto arqueológico de Brno. 
En el siglo XIII el río Ostravice se convirtió en la frontera en el ducado silesio de Opole y el margraviato de Moravia bajo soberanía del rey de Bohemia. Dos asentamientos surgieron a ambos lados del río: Slezská Ostrava (Ostrava de Silesia), mencionado por primera vez en 1229 y Moravská Ostrava (Ostrava de Moravia) en 1267, recibiendo privilegios de villa en 1279. Los duques polacos de Opole (de la dinastía Piast) construyeron una fortaleza en su lado del río y ambas villas fueron colonizadas en gran parte por emigrantes germánicos durante la Edad Media.
Hasta finales del siglo XVIII Ostrava de Moravia fue una pequeña ciudad de provincias con unos mil habitantes dedicados al trabajo artesano. En el año 1763 se descubrieron grandes filones de carbón, lo que provocó el desarrollo industrial y la llegada de nuevos inmigrantes en los siglos siguientes.
Durante el siglo XIX se construyeron varias torres de almacenaje de carbón en la ciudad y la primera acerería se estableció Vítkovice, adquirida por Solomon Mayer von Rothschild en 1843. El crecimiento industrial fue favorecido por la construcción de una línea ferroviaria desde Viena en 1847.
Durante el siglo XX la ciudad continuó desarrollándose en población, así como servicios públicos y cultura. Sin embargo, durante la Segunda Guerra Mundial, debido a su importancia industrial, sufrió varios bombardeos que causaron enormes daños en la ciudad.
Desde la Revolución de Terciopelo en 1989 la ciudad ha sufrido cambios importantes, con varias reestructuraciones. La minería del carbón se detuvo en 1994 y gran parte de las acererías cercanas al centro de la ciudad fueron cerradas en 1998. La situación medioambiental mejoró de forma notable, aunque la planta siderúrgica Arcelor Mittal continúa contaminando el barrio de Radvanice y la zona circundante.
Ostrava fue candidata para el título de Capital Europea de la Cultura en 2015, sin embargo la elección finalmente recayó en la ciudad de Pilsen. La ciudad es el lugar de nacimiento del extenista Ivan Lendl, número 1 del ranking ATP durante varios años.

## División administrativa

Distritos municipales de Ostrava

La ciudad de 214 km² tiene un total de 23 distritos municipales. El 14 de septiembre de 1990 el ayuntamiento decidió crear una división con 22 distritos municipales. El 1 de enero de 1994 el distrito de Plesná se separó del de Poruba para pasar a ser el distrito municipal más joven.

## Clima
| Parámetros climáticos promedio de Ostrava | Parámetros climáticos promedio de Ostrava | Parámetros climáticos promedio de Ostrava | Parámetros climáticos promedio de Ostrava | Parámetros climáticos promedio de Ostrava | Parámetros climáticos promedio de Ostrava | Parámetros climáticos promedio de Ostrava | Parámetros climáticos promedio de Ostrava | Parámetros climáticos promedio de Ostrava | Parámetros climáticos promedio de Ostrava | Parámetros climáticos promedio de Ostrava | Parámetros climáticos promedio de Ostrava | Parámetros climáticos promedio de Ostrava | Parámetros climáticos promedio de Ostrava |
| Mes                                       | Ene.                                      | Feb.                                      | Mar.                                      | Abr.                                      | May.                                      | Jun.                                      | Jul.                                      | Ago.                                      | Sep.                                      | Oct.                                      | Nov.                                      | Dic.                                      | Anual                                     |
| ----------------------------------------- | ----------------------------------------- | ----------------------------------------- | ----------------------------------------- | ----------------------------------------- | ----------------------------------------- | ----------------------------------------- | ----------------------------------------- | ----------------------------------------- | ----------------------------------------- | ----------------------------------------- | ----------------------------------------- | ----------------------------------------- | ----------------------------------------- |
| Temp. máx. abs. (°C)                      | 14.2                                      | 17.3                                      | 22.8                                      | 29.0                                      | 31.9                                      | 35.2                                      | 36.7                                      | 36.9                                      | 33.7                                      | 26.2                                      | 22.5                                      | 16.7                                      | 36.9                                      |
| Temp. máx. media (°C)                     | 1.3                                       | 3.6                                       | 8.4                                       | 14.9                                      | 19.5                                      | 23.2                                      | 25.3                                      | 25.3                                      | 19.6                                      | 13.8                                      | 7.7                                       | 2.4                                       | 13.7                                      |
| Temp. media (°C)                          | -1.2                                      | 0.3                                       | 4.1                                       | 9.2                                       | 13.8                                      | 17.5                                      | 19.4                                      | 19.2                                      | 14.4                                      | 9.6                                       | 4.8                                       | 0.2                                       | 9.3                                       |
| Temp. mín. media (°C)                     | -3.5                                      | -2.9                                      | -0.1                                      | 3.6                                       | 8.1                                       | 11.9                                      | 13.6                                      | 13.2                                      | 9.4                                       | 5.6                                       | 2.0                                       | -1.9                                      | 4.9                                       |
| Temp. mín. abs. (°C)                      | -29.3                                     | -24.7                                     | -21.9                                     | -7.8                                      | -3.0                                      | 1.2                                       | 4.2                                       | 3.8                                       | -0.6                                      | -7.6                                      | -18.7                                     | -25.8                                     | -29.3                                     |
| Precipitación total (mm)                  | 26.4                                      | 25.9                                      | 32.7                                      | 43.8                                      | 82.9                                      | 93.0                                      | 90.3                                      | 69.7                                      | 72.7                                      | 52.8                                      | 46.1                                      | 30.8                                      | 667.1                                     |
| Días de precipitaciones (≥ 1 mm)          | 6.8                                       | 7.0                                       | 7.8                                       | 8.0                                       | 10.6                                      | 10.7                                      | 10.7                                      | 9.0                                       | 9.1                                       | 8.2                                       | 7.9                                       | 7.3                                       | 103.1                                     |
| Fuente: infoclimat.fr                     |                                           |                                           |                                           |                                           |                                           |                                           |                                           |                                           |                                           |                                           |                                           |                                           |                                           |

## Demografía
| Gráfica de evolución de Ostrava entre 1869 y 2021 |
|                                                   |

## Transporte aéreo
- Aeropuerto de Ostrava-Leoš Janáček